# Château de Montaiguët-en-Forez
Le château de Montaiguët-en-Forez est un édifice médiéval qui se dresse sur le territoire de la commune française de Montaiguët-en-Forez, dans le département de l'Allier, en région Auvergne-Rhône-Alpes. Il est inscrit depuis 1927 aux monuments historiques.

## Localisation
Le château est situé sur la commune de Montaiguët-en-Forez, dans le département français de l'Allier.

## Historique
Le château date de la fin du XVe siècle.

## Description
L'édifice se compose d'un haut logis rectangulaire flanqué de tours rondes aux angles, couronnées de mâchicoulis.

## Protection aux monuments historiques
L'édifice est inscrit au titre des monuments historiques par arrêté du 13 juin 1927.

## Pour approfondir